# Заметин, Иван Ильич
Иван Ильич Заметин (27 августа 1919 — 24 февраля 2014) — советский хозяйственный, государственный и политический деятель.

## Биография
Родился 27 августа 1919 года на территории нынешней Витебской области в селе Балаково (впоследствии — в Ушачском районе), по другим данным — в селе Бараново (впоследствии — в Лепельском районе). Член ВКП(б) с 1942 года.
Послужной список
- 1939—1943 — в РККА, участник Великой Отечественной войны. В боях за освобождение Орджоникидзе был тяжело ранен, стал инвалидом III группы[3].
- 1944—1950 — секретарь Ростовского городского комитета ВЛКСМ
- 1950—1955 — преподаватель кафедры марксизма-ленинизма Ростовского финансово-экономического института
- 1955—1957 заведующий кафедрой марксизма-ленинизма Новочеркасского зооветеринарного института
- 1957 — 12.1960 — 1-й секретарь Новочеркасского городского комитета КПСС (Ростовская область)
- 12.1960 — 17.12.1962 — председатель Исполнительного комитета Ростовского областного Совета
- 17.12.1962 — 29.12.1964 — председатель Исполнительного комитета Ростовского сельского областного Совета

В 1965—1973 годы — ректор Межобластной высшей партийной школы в Ростове-на-Дону.
Избирался депутатом Верховного Совета СССР 6-го созыва.

### Семья
Отец: Заметин Илья Ильич — волостной староста Смоленской губернии
Мать:
Братья: Лев, Яков, Николай (род. 02.12.1909)
Сёстры:
Супруга : Заметина (Мельникова) Надежда
Дети : Заметин Сергей Иванович

## Награды
- Орден Отечественной войны I степени (6.4.1985)[2]
- Орден Славы 3 степени (6.11.1947)[3]
- медали, в том числе:
  - За оборону Кавказа[5]
  - За победу над Германией[5].